# Вічні (Marvel Comics)
Вічні (англ. Eternals) — раса суперлюдей, що з'явилася в коміксах видавництва Marvel Comics. Вони описуються як відгалуження еволюційного процесу, який створив розумне життя на Землі. Початкові призвідники цього процесу Целестіали, які мали намір, щоб Вічні були захисниками Землі, що призводить до неминучості війни проти їхніх колег руйнівників, девіантів. Вічні були створені Джеком Кербі і вперше з'явилися в Вічні # 1 (липень 1976).
Вічні дебютували в Кіновсесвіті Marvel з власним повнометражним фільмом «Вічні», який зняла Хлоя Чжао.

## Історія публікації
У 1970 році Джек Кірбі покинув Marvel Comics для роботи в DC Comics, де він почав сагу про нові богів, епічної історії з концепціями міфології і наукової фантастики і планував її закінчити. Однак сага була залишена неповної після скасування титулів. Кербі почав працювати над «Вічними», коли повернувся в Marvel. Сага Вічних була тематично схожа на «Нові боги», і серіал також був скасований, не вирішивши багато з його сюжетів. Письменники Рой Томас і Марк Грюнвальд використовували «Вічних» в сюжетній лінії Thor, яка досягла кульмінації в Thor # 301,  дозволяючи ці затяжні сюжетні лінії. Після сюжету Thor, Вічні і пов'язана з ними міфологія з'явилися або згадувалися в численних коміксах Marvel. Зокрема, експеримент «Целестіалов» по людству був використаний для пояснення того, як певні люди можуть розвивати надздібності. Титани (створені Джимом Старліном) і Уранци (створені Стеном Лі) пізніше були пов'язані з Вічними.
У 1985 році Вічні повернулися в міні-серії з 12 випусками письменника Пітера Б. Гіллісома і Сала Буссемі (олівець).   За словами історика коміксу Пітера Сандерсона, «головний редактор Джим Шутер не любив сценарії Джілліс, тому Уолтер Симонсон написав останні чотири випуски». 
Ніл Гейман  разом з художником Джоном Роміта молодшим  створив міні-серію 2006 року, яка допомогла відновити роль Вічних в сучасному Всесвіті Marvel.  Спочатку серія повинна була складатися з шести випусків, але в підсумку був доданий сьомий випуск, тому що, за словами редактора Ніка Лоу, «було занадто багато історії, щоб вписатися в структуру, яку ми встановили для себе. Ніл почав п'ятий випуск і сказав мені, що йому може знадобитися сьомий випуск. У нього просто занадто багато історії, щоб відповідати шістьма випусками (навіть з першим і шостим подвійним розміром) » 
Перша триває серія з моменту запуску Кірбі була анонсована в Comic Con в Сан-Дієго в 2007 році. Це написано Чарльзом і Даніелем Кнауф   з художником Даніелем Акуна,   і перший випуск був в обкладинці з серпня 2008 року. В кінці 2008 року Marvel також опублікував щорічник Eternals письменника Фреда Ван Стрічки й художника Паскаля Алікса, в якому Вічні вступають в конфлікт з Молодими Богами. 27 лютого 2009 року головний редактор Marvel Джо Кесада підтвердив, що триває серія була скасована.

## Історія
Коли целестіали відвідали Землю п'ять мільйонів років тому і провели генетичні експерименти на ранньому прото-людстві, вони створили дві розбіжні раси: довгоживучих Вічних і генетично нестійких і жахливих гротескних девіантів. Ці експерименти також привели до появи здібностей до надпотужним мутацій у людей. Вони також виконали цей експеримент на інших планетах (таких як рідні світи Кріі і Скруллов ) з аналогічними результатами.
Незважаючи на те, що вони виглядають як люди, Вічні набагато більш живучі (проте спочатку не були повністю безсмертними ) і це не давало їм великого контакту з їх творцями. У Вічних низька народжуваність; Вони можуть схрещуватися з людьми, але в результаті завжди виходить нормальна людина (хоча Джої Афіна, син Тени і нормальна людина, він став Вічним з довгоживучими властивостями і силами).  Незважаючи на це, Вічні загалом захищали людство, особливо від девіантів, з якими у них завжди була ворожнеча. Вічні також розробили передові технології.
Давним-давно, між Вічними спалахнула громадянська війна, з Кроносом на чолі однієї фракції, і його войовничим братом Уранос з іншого. Сторона Кроноса перемогла і Уранос і його переможена фракція покинула Землю і відправилася на Уран, де вони побудували колонію. Деякі з груп Уранос незабаром спробували повернутися на Землю, щоб повторно розпалити війну, але на них напав пролітав повз корабель Кріі і були змушені приземлитися на місяць Сатурна Титан. Там вони побудували ще одну колонію. (Експерименти, проведені вченими Кріі по захопленим Вічним, змусили їх відправитися на Землю і провести свої власні генетичні експерименти над групою людей, створивши таким чином нелюди.)
Одного разу експерименти Кроноса з космічною енергією викликали катастрофічне вивільнення енергії у всьому місті Вічних (Титан), знищили його, активували приховані гени в Вічних і почали розкладати тіло вченого. Тепер Вічні виявили, що вони можуть направляти велику кількість космічної енергії надаючи їм богоподібну силу. Аварія залишила Кроноса в нематеріальному стані, тому потрібно було вибрати нового лідера. Вперше Вічні злилися в одне істота, Уні-Минда, щоб вирішити, хто з синів Кроноса, Зурас або А'ларс повинен стати новим лідером. Лідером був обраний Зурас і А'ларс вирішив покинути Землю, щоб уникнути інший громадянської війни, і відправився на Титан.
Там він виявив, що війна (імовірно викликана Драконом Місяця) вибухнула на Титані і знищила всіх, крім одного члена, жінку на ім'я Суї-Сан. А'ларс закохався в неї і з часом вони заселили Титан. Через поєднання активованих генів А'ларса і неактивованих у Суї-Сан, ці нові Титанічні Вічні не такі сильні чи безсмертні, як Вічних Террана, але більш потужні і більш живучі, ніж попередні до Громадянської війни Вічні (Титан).
У той час як Зурас правил, були побудовані три нових міста Вічних. Першим містом став Олімпія, розташований в горах Греції, поруч з головним порталом між виміром Землі і домашнім виміром Олімпійців, в результаті якого багато стародавні греки плутали деяких з богоподібних Вічних з членами пантеону Олімпійців. Зрештою, було досягнуто згоди з богами, в яких деякі Вічні, такі як Тео, уособлювали б Олімпійців перед їх шанувальниками. Рештою двома містами Вічних стали поляра (розташована в Сибіру) і Океану (в Тихому океані).
18 000 років тому Целестіали повернулися на Землю. Девіанти напали на них, але Целестіали контратакували, що призвело до загибелі Пацифіди і Атлантиди, а також до всесвітнього хаосу. Вічні допомогли врятувати багатьох людей. Вічний по імені Валкін був довірений Целестіаламі з артефактом великої держави для збереження.
У якийсь момент на початку століть Ікаріс і Вічні вступили в конфлікт з безсмертним мутантів Апокаліпсисом. Цей конфлікт закінчився, коли Ікаріс і Вічні перемогли його. Ікаріс вважав, що Апокаліпсис мертвий.
1000 років тому Бог Асґарда Тор зустрів деяких Вічних, але зустріч була стерта з його розуму, щоб він не дізнався про Целестіалах, які збиралися повернутися на Землю. Вічний по імені Аджак став представником Целестіалов і приспав себе, коли Целестіали залишилися, щоб чекати їх повернення через 1000 років, щоб судити людство.
На початку 20-го століття вчений вступив в контакт з Вічними (Уран) і був змушений жити разом з ним разом зі своїм маленьким сином, який пізніше стане Марвел Боєм.  Уранци були в кінцевому підсумку вбиті Смертоносцем.  Після Другої світової війни деякі Вічні об'єдналися з людьми і девіантів, щоб сформувати Дамокловскій фонд, який намагався створити нову породу надлюдини, щоб правити Землею.  Деякі Вічні, такі як Маккари, також були активні в якості супергероїв або живуть серед людей, зберігаючи свою справжню природу прихованої. Вічні також допомогли перемістити місто нелюди в Гімалаї, щоб приховати його.
У якийсь момент Танос з Вічних Титана мало не знищив свою колонію, але вони відновили її і допомогли героям Землі кілька разів виступати проти нього.
Коли Целестіали повернулися, щоб судити про гідність своїх творінь кілька років тому, Вічні знову зіткнулися з девіантів і вирішили публічно розкрити своє існування для людства. Зурас побоювався, що станеться, якщо Целестіали порахують їх неблагополучними. Вони знову зіткнулися з Тором і піддалися нападу з боку батька Тора Одіна і Олімпійських Богів, які намагалися перешкодити їм втрутитися в плани богів атакувати Целестіалов. Зрештою, Вічні вирішили допомогти Богам і сформували Уні-Минда, щоб допомогти нападу Руйнівника на Целестіалов.
Вони були змушені розчинитися в Вічних Целестіалов, і шок від нападу вбив Зураса. Перш ніж його дух повністю покинув матеріальне тіло, він доручив своїй дочці Тенея взяти своїх людей, щоб досліджувати простір. Більшість з Вічних робили це в формі Уні-Минда, але жменька - ті, хто найбільш активно бере участь в земних справах - залишалися на Землі. З тих пір Вічні допомогли героям Землі, особливо Месників, проти декількох загроз. Вони також виявили існування Вічних Титана.

### Вічні. Том 3
Нещодавно, Вічні почали знову з'являтися на Землі в новому вигляді від Ніла Геймана на безсмертними істотами. Більшість, схоже не пам'ятають своєї історії і здібностей, крім Ікарісов, і ніяких записів про їх попередніх виступах не залишилося. Мабуть, Вічний, відомий як Спрайт, злівшійся на те, що залишився одинадцятирічним дитиною і не може більше розвиватися, зумів викликати колективну амнезію у Вчених, а також спотворити їх сприйняття історії. Це можна розглядати як спробу Геймана відредагувати персонажів ; Ранні історії, а також офіційно опубліковані статистичні дані відображали більшу частину нинішнього покоління Вічних - таких як Ікарус і Зена - яким кілька десятків тисяч років, але версія Геймана приписує їм трохи ближче до мільйона років.
Групі девіантів вдається викрасти Маккар, використовуючи його, щоб розбудити мріє Целестіалов. Після пробудження він вирішує судити людство. Вічні, розуміючи, що вони не можуть зупинити його. Потім Вічні приступають до пошуку, щоб піти і найняти інших членів, які так само забули своє справжнє «я» через обман Спрате.

## Сили і здібності
Через сили космічної енергії, яка наповнює тіло Вічного і непохитний розумовий контроль, який вони мають над своїми фізіологічними процесами, Вічні Землі фактично безсмертні. Вони живуть упродовж тисячоліть, не втомлюються від фізичних навантажень, невразливі до хвороб і отрути та не схильні до дії екстремальних температур. Більшість з них не можуть бути поранені звичайною зброєю, і навіть якщо якимось чином Вічний буде поранений, він може швидко відновити будь-яку шкоду, поки він в змозі зберегти свій контроль над своїм тілом; однак ця здібність може бути втрачена. У серії 2006 року також було зазначено, що Вічні здатні поглинати кисень безпосередньо з води і отже не можуть потонути. У тій же серії Ікаріс занурився в розплавлений метал і зазнав сильного болю, але не отримав ніякої фізичної травми. Девіанти приписували це силовому полю, який захищає Ікаріса, навіть коли він знаходиться в несвідомому стані. Але неясно, чи всі Вічні мають цю здібність.
Свого часу офіційна межа витривалості Вічних була такою, що їх можна було знищити назавжди лише розсіюючи молекули їхніх тіл на широкій території.  Однак останнім часом ця ступінь крайньої витривалості збільшилася в значно більшій мірі; Як показано в обмеженої серії Eternals 2006 року,  навіть повного молекулярного розсіювання недостатньо для руйнування Вічного. Поки «Машина» (відновлювальний пристрій целестіанського походження ― можливо, сама Земля)  продовжує працювати, будь-який знищений Вічний в кінцевому підсумку повернеться, як це було у випадку з Ікарісом після того, як він повністю випарувався прискорювачем заряджених частинок як частина «експериментів », скоєних над ним девіантами.
Ця ж космічна енергія може бути спрямована на ряд надлюдських здібностей. Всі потенційні можливості Вічних:
- Надлюдська сила. Межі їх сили можуть бути збільшені в результаті багаторічного фокусування деякої їх енергії на цю мету.
- Проектування ударних вибухів тепла і / або засліплюючих спалахів енергії з їх очей і рук
- Політ і Левітація
- Читання / контроль свідомості
- створення ілюзій
- Телепортація на величезні відстані, хоча більшість Вічних вважають за краще не використовувати цю здатність, оскільки багато хто вважає її незручною (згідно з серією 2006 року, вона також сильно виснажує їх запаси космічної енергії)
- Передача об'єктів, що змінюють їх форму і склад. (міра цієї здатності може варіюватися від одного Вічного до іншого).
- Генерація Силового поля, що забезпечує невразливість до шкоди.
- Крім того, групи Вічних як мінімум три рази можуть ініціювати перетворення в Гештальт, що зветься Уни-Мінді ― надзвичайно потужна псіонічна істота, що містить сукупність сил і здібностей всіх істот, що входять до його складу.

Деякі Вічні воліють зосереджуватися на певних здібностях, щоб підвищити їх ефективність. Наприклад, Серсі розвинув силу трансмутації далі будь-якого іншого Вічного. Крім того, деякі Вічні воліють фокусувати свої космічні енергії на інших, нестандартних здібностях. Ікаріс, наприклад, направляє космічну енергію, щоб значно поліпшити свої почуття, в той час як Інтерлопер використовує її, щоб породжувати страх в інших, а Маккари використовує свої космічні енергії для надшвидкості.
Альтернативні сили могутнього воїна у всесвіті.
- Висока міцність
- Левітація
- Високий інтелект
- Захист від Космічної Енергії
- Над-Регенерація
- Над-Сила
- Захист від ефектів і вад
- Телепортація
- Захист від Глобальних Катастроф
- Потужні сили магії і їх імунітет
- Молекулярне зростання і зменшення
- Між-Атомна аура
- Знання всіх часів і містичні здібності

## Обмеження
Реткат 2006 року про походження та здібності Вічних вводить значне обмеження їх здібностей і, можливо, їхню свободу волі, з численними посиланнями на Вічних, які «запрограмовані» або «опрацьовані». Вони не можуть атакувати своїх «господарів» Целестіалов  з будь-якої причини, незалежно від того, чи приймають вони це рішення свідомо, чи їх обманом змушують випадково вразити істот.  Будь-яка така спроба вимикає тіло атакуючого Вічного, як автоматичний механізм захисту броні Целестіалов.  Одного разу, коли Вічні спробували сформувати Уні-Розум з наміром утримувати Целестіала Тіамута уві сні, вони були негайно вимкнені та відформатовані назад в свої початкові індивідуальні форми, перш ніж вони змогли навіть сформувати неагресивний план дій.  Мабуть, Вічні також не покидають сонячну систему
Крім того, Вічні змушені атакувати та нейтралізувати будь-яку істоту, яка намагається нашкодити Целестіалам  - цей примус поширюється навіть на Мріючого Целестіала (Тіамут), якого Вічні були змушені захищати, навіть коли вони побоювалися, що недавно пробуджений целестіал знищить все життя на планеті.
Принаймні, як представлено в 3 Томі Гаймана, Вічні знають про свою роль на Землі, а також про обов'язки і обмеження, накладених на них Целестіаламі. Ікаріс досить сардонічно описує себе як «гуманоїдний підрозділ ремонту та технічного обслуговування, залишений невідомими інопланетними богами, щоб переконатися, що земля все ще тут і в хорошому стані, коли вони повернуться». Зурас сформулював ту ж концепцію більш філософськи : «Ми - Вічні. Ми - суд останньої інстанції для людства і для всіх живих істот на Землі. [...] Ми не обираємо сторону. Країни - це лінії на піску, імперії ростуть і падають. Ми все ще будемо тут завтра і через сто століть».

## Покоління Вічних
- Перше покоління Вічних (народилися до падіння Тітаноса): Арлок, Астрон, Дайна, Кронос / Хронос / Хронус, Учитель Ело, Океан, Шастра, Тіріо, Уран.
- Друге покоління Вічних (ті, які були живі під час експерименту Хронуса): А'ларс[en], Амаа, Кібела, Забутий Один / Гільгамеш, Геліос, Персе, Ракар, Тулайн, Валкін, Вірак, Зурас[en].
- Третє покоління Вічних (ті, які народилися після експерименту Хроноса, але до Другого Господаря): Агінар, Аджак, Арекс, Атло, Домо, Ікаріс, Інтерлопер[en], Мара, Фастос, Сігмар[en], Танос, Тена, Верон, Зарін[en].
- Четверте покоління Вічних (ті, які народилися після приходу Другого Господаря, 20 000 років тому): Аргос, Цейот, Чи Демон, брати Дельфан, Тейн (незаконний), Друїґ, Хоріфос, Маккарі, Псікос, Серсі, Кінґу Санен, Ель-вампіра.
- П'яте покоління Вічних (ті, які народилися після приходу Третього Господаря, 3000 років тому): Аурелі, Спрайт, Титаніс.

## Минуле життя
Книга Артура К. Кларка « Кінець дитинства » з 1953 року дала велике натхнення, в тому числі ідею «Оверлорд», які контролюють долю Землі і відкриються після 50-річного періоду очікування, ідея демонів - це пам'ять людства про інший вид, а також Концепція «Overmind», яка, схоже, впливає на «Uni-mind» коміксу. Книга Еріха фон Деникена « Колісниця богів », хіт-фантаст 1968, постулировала концепцію чужих богів як справжню. Кірбі визнав в діалозі з шанувальниками Вічних, що він заборгував борг книгам Деникена. Ураган і Меркурій, два персонажа Timely Comics, попередника Marvel 1940-х років, були прив'язані як види Вічного Маккари. Тематично, Вічні були схожі на інше творіння Кірбі, Нові Боги - ще одну групу древніх богоподібних істот в епічній боротьбі зі своїми протилежностями, з людством, спійманим між ними.

## Вічний
«Eternals» — це MAX серія від Marvel, написана Чаком Остіном, заснована на ідеї, над якою він працював деякий час: «Я відкинув це тому, коли вперше почав працювати в Marvel, але Джо Кесада був проти цього. Він не бачив майбутнього в цій старій концепції Кірбі». Остін описав сюжет як залучення "Ікаедена, лідера Вічних, який прибуває на Землю на світанку людства і розвиває людство від Людини прямоходячої, щоб він міг використовувати їх як рабів для мого сировини для Целестіалов, його босів, в основному," а також «Курасса, який є другим заступником гірської місії, і який має намір підірвати Ікаедена і вбити дорогоцінну рабиню Ікаедена і сина ». 

## Комікси про Вічних
Основні серії
- Eternals (vol. 1) # 1-19 (письменник і художник Джек Кірбі, липень 1976 - січень 1978)
- Eternals Annual # 1 (письменник і художник Джек Кірбі, 1977)
- Iron Man Annual # 6 (листопад 1983)
- Eternals (vol. 2) # 1-12 (Обмежена серія, жовтень 1985 - вересень 1986)
- Eternals: The Herod Factor (березень 1991)
- The New Eternals: Apocalypse Now (також відомий як Eternals: The New Breed) # 1 (лютий 2000)
- Eternals (vol. 3) # 1-7 (письменник Ніл Гейман, обмежена серія, червень 2006 року - лютий 2007)
- Eternals (vol 4.) # 1-9, Annual # 1 (серпень 2008 - березень 2009)

Інші серії:
- The Eternal # 1-6 (написаний Чаком Остіном, Кевом Уокером (олівець) і Саймоном колив (колір) в серпні 2003 - січень 2004)

## Колекційні видання
Ряд серії присвячених Вічним були зібрані в торгових книжкових обкладинках:
- The Eternals (collects Eternals (vol. 1) # 1-19 і Eternals Annual # 1, 1976-1978, в твердій палітурці Marvel Omnibus, 392 сторінки, июль 2006, ISBN 0-7851-2205-2 ) зібрані у вигляді м'яких обкладинок :
  - Volume 1 (колекція Eternals (vol. 1) # 1-11, м'який палітурка, 208 сторінок, липень 2008, ISBN 07-851-3313-5 )
  - Volume 2 (колекція Eternals (vol. 1) # 12-19 і Eternals Annual # 1, м'який палітурка, 188 сторінок, жовтень 2008, ISBN 0-7851-3442-5 )
- Thor: The Eternals Saga:
  - Volume 1 (колекція Thor Annual # 7 і Thor # 283-291, м'який палітурка, 208 pages, жовтень 2006, ISBN 0-7851-2404-7 )
  - Volume 2 (колекція Thor # 292-301, м'який палітурка, 216 pages, квітень 2007 року, ISBN 0-7851-2405-5 )
- Eternals (колекція Eternals (vol. 3) # 1-7, 2006, м'який палітурка, 256 pages, Marvel Comics, липень 2008, ISBN 0-7851-2177-3, березень 2007, Panini Comics, ISBN 1-905239-57- 2, твердий палітурка, 256 сторінок, травень 2007, ISBN 0-7851-2176-5, квітень 2007 року, ISBN 0-7851-2541-8 )
- Eternals:
  - Volume 1: To Slay A God (колекція Eternals (vol. 4) # 1-6, м'який палітурка, 184 сторінок, март 2009, ISBN 0-7851-2978-2 )
  - Volume 2: Manifest Destiny (колекція Eternals (vol. 4) # 7-9 і Eternals Annual, м'який палітурка, 104 сторінок, вересень 2009 ISBN 0-7851-2979-0 )

## Нагороди
У 2007 році колекції Marvel Omnibus призначена нагорода Премії Ейснер «Краща архівна колекція / Проект - Комікси». 

## Поза коміксами
- Вічні представлені в Кіновсесвіті Marvel завдяки присутності Таноса, який вперше з'явився на першій сцені після титрів у фільмі «Месники», роль якого зіграв Деймон Пуатьє.
- Пізніше за роллю Таноса був закріплений Джош Бролін. Він вперше зіграв персонажа у фільмі «Вартові Галактики», а потім повторив у сцені після титрів фільму «Месники: Ера Альтрон».
- Танос є головним антагоністом фільму «Месники: Війна нескінченности». У фільмі так само був показаний Титан, а сам Танос розповів історію того, що його жителі вимерли через перенаселення. Це і спонукало Таноса зібрати Камені нескінченности для знищення половини населення Всесвіту, щоб запобігти подібному. Джош Бролін повернувся до ролі Таноса у фільмі «Месники: Завершення».
- Marvel Studios анонсувало фільм «Вічні». Режисеркою призначена Хлої Чжао, сценаристами Метью і Раян Фірпо. Головних ролі виконають Анджеліна Джолі, Сальма Хаєк, Річард Медден, Кумейл Нанджіані, Ма Дон Сік, Лія Макг'ю, Лорен Рідлофф, Браян Тайрі Генрі і Кіт Герінґтон.